# Филицзе
Филицзе (нем. Vielitzsee) — община в Германии, в земле Бранденбург.
Входит в состав района Восточный Пригниц-Руппин. Подчиняется управлению Линдов (Марк). Население составляет 546 человек (на 31 декабря 2010 года). Занимает площадь 22,82 км².
| Год  | Население |
| ---- | --------- |
| 2005 | 551       |
| 2010 | 544       |

## Галерея
- Kirche Vielitz
- Kirche Vielitz
- Kirche Seebeck
- Kirche Strubensee
- Kirchstraße in Vielitz
- Vielitzsee